# Лот (департамент)
Лот (фр. Lot, [lɔt]) — департамент на південному заході Франції, один з департаментів регіону Окситанія. Порядковий номер 46.
Адміністративний центр — Каор.
Населення 160,2 тис. чоловік (90-е місце серед департаментів, дані 1999 р.).

## Географія
Площа території 5217 км². Через департамент протікають річки Лот і Селе. Регіон славиться виноробними традиціями (назва вина Кагор походить від міста Каор — Cahors). Департамент включає 3 округи, 31 кантон і 340 комун.

## Історія
Лот — один з перших 83 департаментів, утворених під час Великої французької революції в березні 1790 р. Виник на території колишньої провінції Лангедок. Назва походить від річки Лот. У 1808 р. частина території Лота була передана сусідньому департаменту Тарн і Гаронна.